# Kim Tomczak

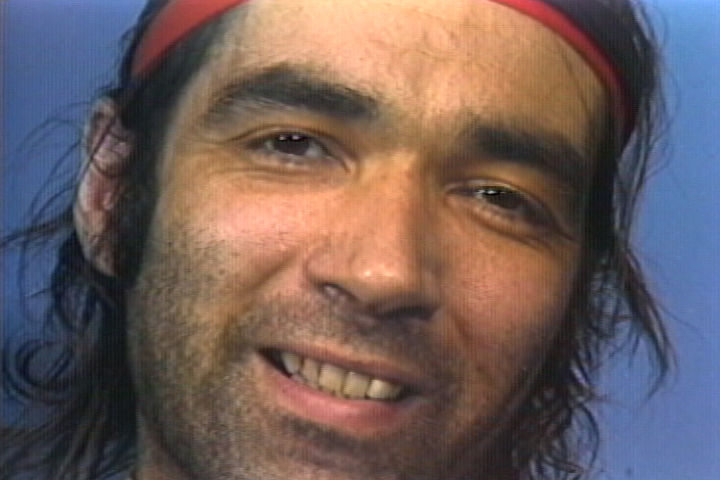
Kim Tomczak (1981)

Kim Tomczak (* 1952 in Victoria, British Columbia) ist ein kanadischer Videokünstler.

## Werdegang
Kim Tomczak wurde 1952 in Victoria geboren. Er studierte von 1970 bis 1974 an der Emily Carr University of Art and Design. Er war 1982 Mitbegründer von V tape und arbeitet seit 1983 zusammen mit der Videokünstlerin Lisa Steele. Tomczak ist Hochschullehrer an der University of Toronto.

## Werk
Tomczak gestaltet zusammen mit Lisa Steele Videos, Performances, Fotografien und Texte. Wiederkehrende Themen in ihrer künstlerischer Arbeit sind die Beziehung zum eigenen Körper, Homophobie, Genderproblematiken, Zensur und Beeinflussung durch Propaganda. Unter anderem drehten sie 1992 den Langfilm Legal Memory, welcher auf dem Mordprozess gegen Leo Mantha beruht. Aufmerksamkeit erregte 1996 ihr Video Bloods Records, das von der Tuberkulosebehandlung einer jungen Frau in einem Sanatorium 1944 in Saskatchewan handelt. Es wurde erstmals im MoMA präsentiert und danach auf einer Tour durch Kanada gezeigt. Von 2009 bis 2011 schufen Steele und Tomczak im öffentlichen Auftrag die Video-, Licht- und Klanginstallation Watertable an der Küstenstraße des Ontariosees.

## Ausstellungen/Sammlungen (Auswahl)
Kim Tomczak und Lisa Steele hatten zahlreiche Ausstellungen in Montreal, Vancouver, Toronto, Winnipeg und Halifax. Sie stellten 1987 auf der documenta 8 in Kassel aus und hatten 2009 die Einzelausstellungen „this text/that image/these words/those pictures“, Akademie Schloss Solitude und „Becoming...“ im Marshall McLuhan Salon, Berlin.
Werke von Tomczak und Steele sind international in renommierten Sammlungen vertreten. Unter anderem in Deutschland: Zentrum für Kunst und Medientechnologie, Karlsruhe; Akademie der Künste, Berlin und Kunstmuseum Bonn, Bonn (Sammlung Ingrid Oppenheim).

## Auszeichnungen (Auswahl)
Steele/Tomczak haben zahlreiche Auszeichnungen erhalten, darunter den Bell Canada Preis, den Toronto Arts Award und 2005 den Governor General's Awards in Visual and Media Arts für ihr Lebenswerk.